# Lasius morisitai
Lasius morisitai (лат.) — вид муравьёв из рода Lasius (подсемейство Formicinae). Эндемик Дальнего Востока: Россия (Приморский край), КНДР, Япония. Широколиственные леса. Чёрные блестящие муравьи, обитающие в древесине. Длина около 5 мм. Близок к Lasius capitatus, другому виду подрода Dendrolasius, который отличается широкой поперечной головой. Вид был впервые описан с острова Хонсю (Япония) в 1979 году японским мирмекологом К. Ямаути (Katsusuke Yamauchi).